# Zakaznik
Zakaznik (ryska: заказник, ukrainska: заказник, vitryska: заказьнік) är en typ av skyddsområde i Ryssland eller andra tidigare sovjetrepubliker, som exempelvis Ukraina, vilka lever upp till IUCNs kategori III, VI eller, oftare, kategori IV.
Ett zakaznik är ett område med, till skillnad från ett zapovednik, vanligen tillfälliga (5–10 år) begränsningar, vilka införts för särskilda aktiviteter som avverkning, gruvdrift, bete, jakt etc. De motsvarar sanctuary i IUCN:s terminologi.
De flesta zakaznik skyddar bara vissa hotade arter (och inte hela ekosystem eller biotoper) och termen kan översättas med "(tillfälligt) viltreservat". De varierar i storlek från 0,5 till 6 000 000 hektar.